# Kiều Thị Ly
Kiều Thị Ly (ur. 6 kwietnia 1996) – wietnamska zapaśniczka walcząca w stylu wolnym. Zajęła jedenaste miejsce na mistrzostwach świata w 2018. Dziewiąta na igrzyskach azjatyckich w 2018. Brązowa medalistka mistrzostw Azji w 2016. Triumfatorka igrzysk Azji Południowo-Wschodniej w 2019 i 2021. Pierwsza na mistrzostwach Azji Południowo-Wschodniej w 2022. Mistrzyni Azji juniorów w 2015 roku.
Absolwentka Hanoi National University of Education.